# Марсіко-Нуово
Марсіко-Нуово (італ. Marsico Nuovo) — муніципалітет в Італії, у регіоні Базиліката,  провінція Потенца.
Марсіко-Нуово розташоване на відстані близько 320 км на південний схід від Рима, 25 км на південь від Потенци.
Населення — 4177 осіб (2014).
Щорічний фестиваль відбувається 26 серпня. Покровитель — San Gianuario.

## Демографія
Населення за роками:

Станом на 1 січня 2023 року в муніципалітеті офіційно проживало 85 іноземців з 19 країн, серед них 34 громадяни країн Євросоюзу та 1 громадянин України.

## Сусідні муніципалітети
- Абріола
- Брієнца
- Кальвелло
- Марсіковетере
- Падула
- Патерно
- Сала-Консіліна
- Сассо-ді-Кастальда